# آدم اول (فیلم)
آدم اول (فرانسوی: Le Premier Homme‎) فیلمی در ژانر درام به کارگردانی جانی آملیو است که در سال ۲۰۱۱ منتشر شد. از بازیگران آن می‌توان به ژاک گامبلن و ژان-فرانسوا استونن اشاره کرد.